# Петар Петровић Азанац
Петар Петровић — Азанац (Азане, 1880 — 1917) био је српски хајдук и четнички војвода током борбе за Македонију и Стару Србију и Топличког устанка. Четовао је на подручју Рашке између реке Лим и Планина Јавора, Голије и Златара. Опеван је у народној песми ,,Кроз гору иде Петар војвода".